# Flavigny-sur-Ozerain
Flavigny-sur-Ozerain è un comune francese di 274 abitanti situato nel dipartimento della Côte-d'Or nella regione della Borgogna-Franca Contea.
Il capoluogo fa parte della lista Les Plus Beaux Villages de France.

## Monumenti e luoghi d'interesse
Nel territorio comunale è sita l'abbazia di San Giuseppe di Chiaravalle.

## Società

### Evoluzione demografica
Abitanti censiti
Nel 2009 contava 328 abitanti.

## Cultura

### Cinema
Nella piccola cittadina di Flavigny-sur-Ozerain è stato girato il film Chocolat.